# Ugarcsiga
Az ugarcsiga (Helix lutescens) Magyarországon is honos, a tüdőscsigákhoz tartozó szárazföldi csigafaj.  

## Külső megjelenése

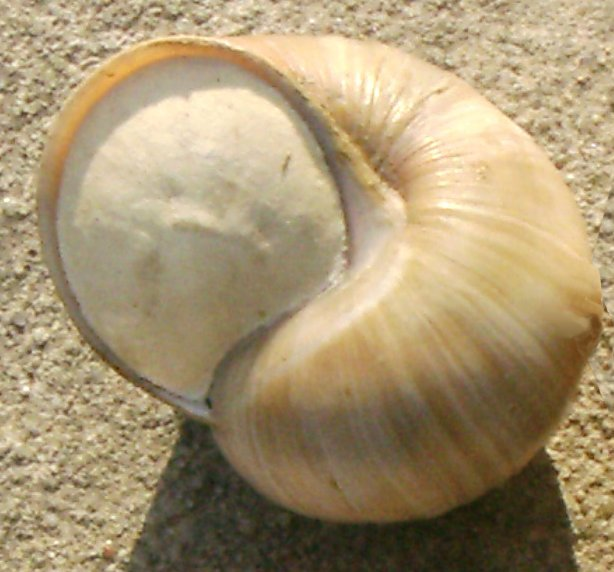
Lezárt házú ugarcsiga.

Hasonlít a jóval elterjedtebb éticsigára, de valamivel kisebb és háza kúposabb, világosabb, fakóbb. A csigaház szélessége 19–34 mm, magassága 31–33 mm, zsírfényű, színe halványsárga. A házon 3-5 keskeny sáv halad végig, köldöke többnyire teljesen zárt. Az állat testének színe szürkéssárga, bőre erősen ripacsos.

## Elterjedése és életmódja
Az ugarcsiga az Északkeleti-Kárpátok két oldalán fordul elő, egyrészt délen Kelet-Szlovákiától, Magyarországon keresztül Erdélyig, másrészt északon Dél-Lengyelországtól, Nyugat-Ukrajnán (Podólián) át, egészen Moldáviáig. Száraz, füves-bokros domboldalakon, parlagon hagyott szántóföldeken, napos legelőkön él, esetleg kertekben, temetőkben található meg. Késő délután és reggel aktív. Szaporodási ideje májustól kora júniusig tart, ezután 20-50 petéjét talajba ásott gödörbe rakja. A peték két hét alatt kelnek ki, a kis csigák a teljes felnőttkort négy év alatt érik el. Friss és korhadó növényi részekkel táplálkoznak. Télire a csigaházba visszahúzódva hibernálódnak, a ház nyílását vastag, meszes fedővel zárják el.
Az ugarcsiga Magyarországon védett, természetvédelmi értéke 5000 Ft.  

## Külső hivatkozások
- Fajleírás (angol nyelven)